# Gruppo di Voltri

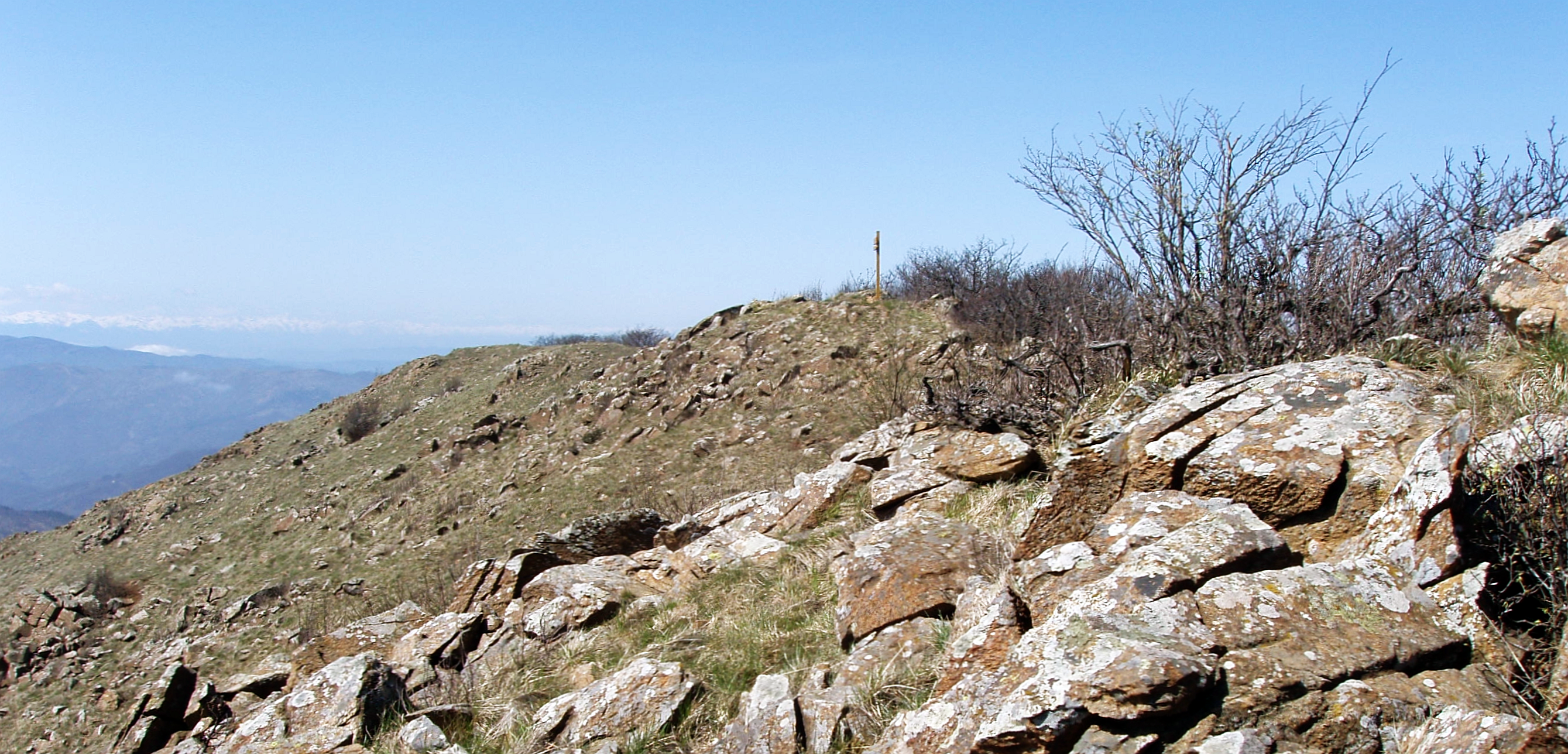
Affioramento di rocce ofiolitiche presso la Costa Lavezzara, nella zona piemontese del Gruppo di Voltri

Il Gruppo di Voltri è un complesso di unità tettoniche che si sviluppa tra Liguria e Piemonte al confine tra le Alpi e gli Appennini.

## Estensione

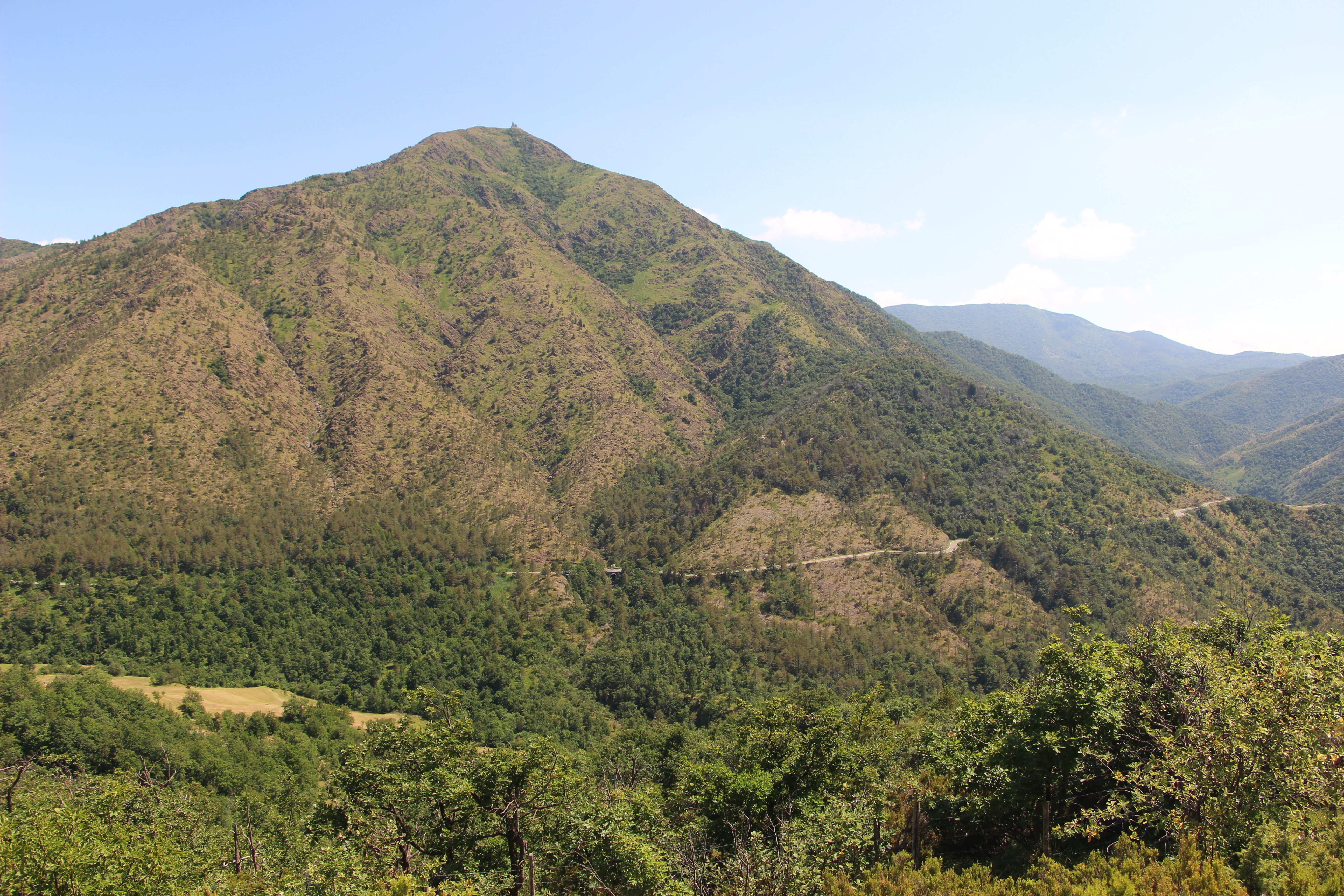
Il Monte Tobbio

Nella letteratura specialistica l'area del "Gruppo di Voltri" è considerata quella interna al quadrilatero Savona - Sestri Ponente - Voltaggio - Valosio. 
La zona, che geograficamente si trova ad est della Bocchetta di Altare ed è quindi considerata parte dell'Appennino, da un punto di vista geologico viene considerata "il segmento più meridionale delle Alpi liguri".
Superficialmente è caratterizzato dalla presenza di vari rilievi montuosi tra i quali il Monte Beigua e il Tobbio.
All'interno del Gruppo di Voltri sono state riconosciute tre diverse unità, differenziate in base alla giacitura ed alle caratteristiche litologiche:
- Unità Erro-Tobbio (ERT), in posizione sommitale rispetto alle altre unità e caratterizzata dalla presenza rocce ultrabasiche non metamorfosate come lherzolite, dunite e harzburgite;
- Unità Beigua-Ponzema (BPO), nella quale a fianco di alcuni relitti peridotitici predominano serpentinoscisti e metagabbri;
- Unità Palmaro-Caffarella (PAC), dove oltre ai residui peridotitici a aree a calcescisto sono presenti serpentiniti, metagbabri, prasiniti e quarzoscisti.

## Caratteristiche

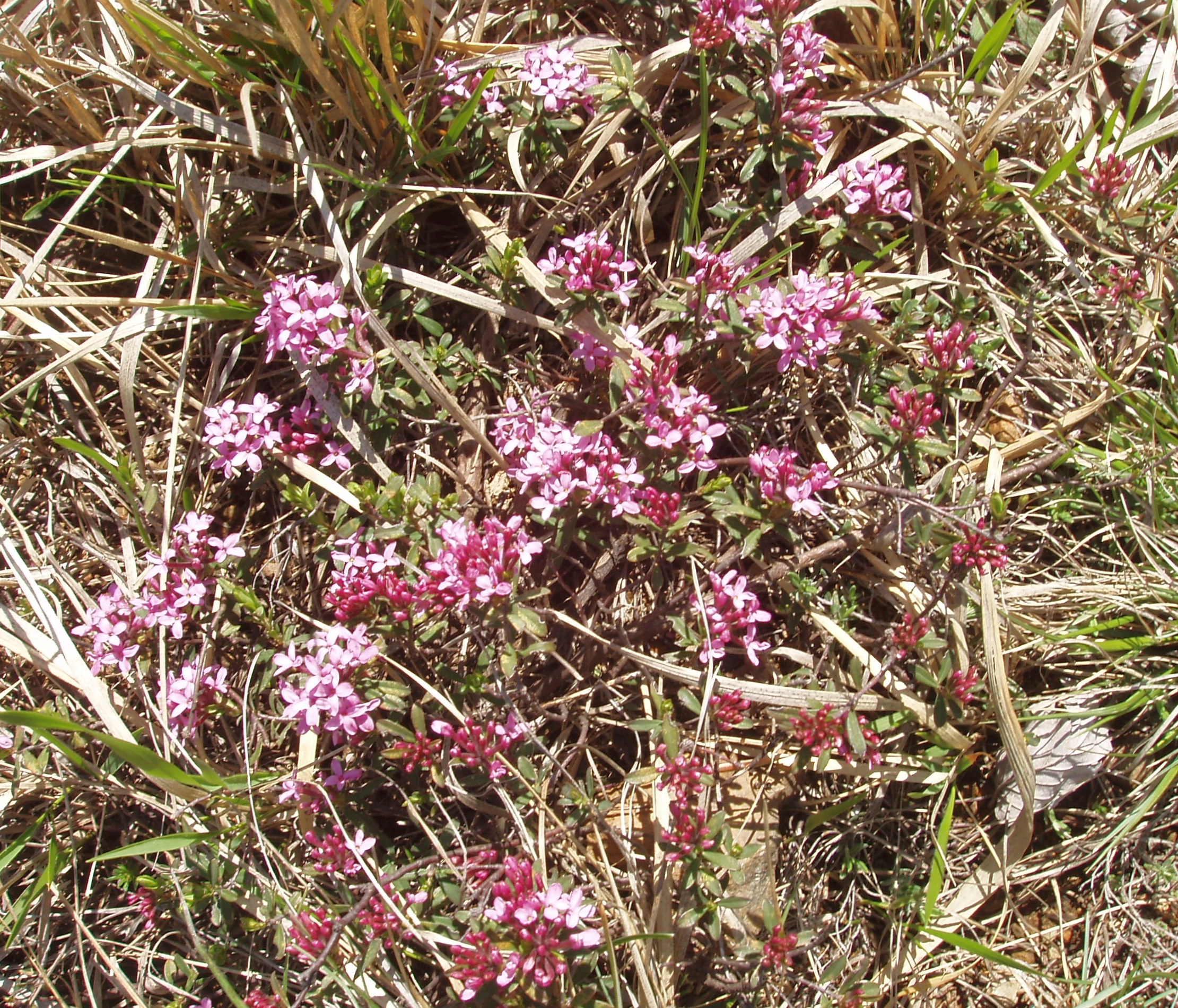
Daphne cneorum, una specie tipica dei suoli derivati da substrati ofiolitici

Il gruppo si è formato nel periodo Giurassico, e circa 70 milioni di anni fa è stato interessato dall'orogenesi alpina. È composto da materiali di origine profonda e che hanno subito un forte processo metamorfico, nel quale buona parte delle le originarie peridotiti sono state trasformate in serpentinoscisti.  A livello pertrografico il gruppo di Voltri è caratterizzato dalla sua natura ofiolitica, con predominanza di una facies a scisti verdi. Tra le masse rocciose metamorfosate si rilevano intercalazioni di rocce peridotitiche primarie quali le lehrzoliti. Come in altre formazioni geologiche di natura ofiolitica è possibile rilevare la presenza di amianto. Sono inoltre presenti mineralizzazioni aurifere, un tempo attivamente sfruttate per l'estrazione dell'oro, in particolare nella zona attraversata dal torrente Gorzente.
I suoli che si originano dalla disgregazione delle rocce ultrabasiche del gruppo di Voltri risultano in genere acidi e ricchi di magnesio. Queste caratteristiche pedochimiche, unite a quelle climatiche ed alla scarsa permeabilità del substrato roccioso, impediscono la crescita di varie specie vegetali e tendono a selezionare una flora spontanea piuttosto particolare.

## Tutela naturalistica
Una buona parte della zona piemontese del Gruppo di Voltri è tutelata dal Parco naturale delle Capanne di Marcarolo, mentre sul lato ligure si trova il Parco naturale regionale del Beigua. Il territorio di questa area protetta nel 2015 è stato riconosciuto come parte della Rete mondiale dei geoparchi, assieme ad una area aggiuntiva collocata a cavallo tra la provincia di Savona e la Città metropolitana di Genova.